# Aeródromo Villa O'Higgins
El Aeródromo Villa O'Higgins (OACI: SCOH) es un terminal aéreo ubicado junto a la ciudad de Villa O’Higgins, Provincia Capitán Prat, Región de Aysén, Chile. Este aeródromo es de carácter público.
Este aeródromo fue considerado en el año 2011 como uno de los aeródromos más difíciles para aterrizar en Chile